# 메가마인드
《메가마인드》(Megamind)는 2011년에 개봉된 미국의 애니메이션 영화이다. 드림웍스 애니메이션에서 제작하였고 톰 맥그래스가 연출했으며 윌 페럴, 티나 페이, 조나 힐 등이 성우 출연한다.
음악은 한스 치머와 론 밸프가 공동으로 작업하였다.

## 시놉시스
메트로시티의 막강 라이벌 메트로맨과 메가마인드. 도시의 영웅인 메트로맨과는 달리 슈퍼 악당 메가마인드는 모든 사람들이 두려워하는 대상이다. 그러던 어느 날 꼭 한번 메트로맨을 이기고 싶었던 메가마인드는 회심의 일격을 가하고 얼떨결에 메트로맨을 제거하는데 성공한다. 하지만 숙적이자, 자신을 대적할 유일한 상대였던 메트로맨이 사라진 후 메가마인드는 예상치 못한 무료함에 점점 시들해져 가고, 결국 메가마인드 스스로 자신을 대적할 영웅을 만들게 된다.

## 성우진
| 배역              | 영어 성우                     | 한국어 성우 | 일본어 성우     | 프랑스어 성우   |
| ----------------- | ----------------------------- | ----------- | --------------- | --------------- |
| 메가마인드        | 윌 페럴                       | 김수로      | 야마데라 코이치 | 카드 므라드     |
| 록산 리치         | 티나 페이                     | 김현심      | 카이다 유코     | 제랄딘 나카슈   |
| 할 스튜어트       | 조나 힐                       | 하성용      | 키무라 스바루   | 샤를 페텔       |
| 미니언            | 데이비드 크로스               | 안용욱      | 마도노 미츠아키 | 피에르 테시에   |
| 메트로맨          | 브래드 피트                   | 서윤선      | 토치 히로키     | 프랑크 뒤보스크 |
| 교도소장          | J. K. 시먼스                  | 유호한      | 이나가키 타카시 | 피에르 두를랑   |
| 버나드            | 벤 스틸러                     | 정재헌      | 츠다 켄지로     |                 |
| 메가마인드의 아빠 | 저스틴 서룩스                 | 장승길      |                 |                 |
| 메가마인드의 엄마 | 제시카 슐트                   |             |                 |                 |
| 메트로맨의 아빠   | 톰 맥그래스                   | 김정은      |                 |                 |
| 메트로맨의 엄마   | 에밀리 노드윈드               |             |                 |                 |
| 간수              | 크리스토퍼 나이츠 톰 맥그래스 |             |                 |                 |